# 태국의 행정 구역

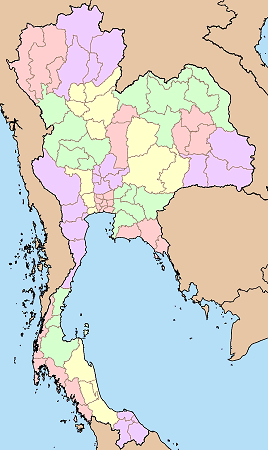
1915년 이후의 행정 구역 지도

태국의 행정 구역은 짱왓(주, 도), 암퍼(시, 군) (암프므앙은 도의 주도), 땀본, 무반 순서로 구별되며, 특별 자치 행정구역인 방콕의 경우 암퍼 대신 켓과 땀본 대신 쾡이라는 이름을 갖는다.
태국은 75개의 도와 메트로폴리탄 자치체인 방콕(끄룽텝마하나콘, กรุงเทพมหานคร)으로 나뉜다. 방콕은 1972년까지 하나의 도였고, 태국의 76개 도 중의 하나였다. 태국어로 도는 짱왓(จังหวัด, province)이라고 한다. (참고, 위키백과:태국어의 한글 표기)
2006년을 기준으로 76개의 짱왓은 다시 877개의 암퍼(อำเภอ, amphoe)와 방콕에 있는 50개의 켓(เขต, khet)으로 나뉜다. 각 도는 하나의 도의 주도인 암퍼므엉(อำเภอเมือง, amphoe mueang)를 가지고 있으며, 대부분 도의 이름과 일치한다. 치앙마이도를 예를 들면 치앙마이도의 주도인 암퍼므엉은 치앙마이이다. 예외적으로 아유타야 도는 프라나콘 시 아유타야라는 풀 네임을 갖는다. 수도 방콕의 경우 켓(เขต)이라는 행정구역이 있고, 그 아래로 쾡(แขวง, khwaeng)이라는 (지방의) 땀본(ตำบล, tambon)과 같은 레벨의 하위 행정구역이 있다.
땀본은 다시 무반(หมู่บ้าน)으로 갈라지며, 이것은 하나의 단일 거주지역이지만 보통 마을(villages)로 번역된다.

## 지방 행정 구역
시, 군, 읍이 있으며, 그 지역에 대한 자치권의 일부를 인정받으며, 선출된 위원회와 시장이 존재한다.
세 개의 자치체가 있다.
- 테사반 나콘(city): 5만 명 이상의 시민이 존재해야 하며, 인구 밀도가 km2당 3000명 이상이어야 된다.
- 테사반 므앙(town): 1만명 이상의 시민이 존재해야 하며, 인구 밀도가 km2당 3000명 이상이어야 된다.
- 테사반 땀본: 5천명 이상의 시민이 존재해야 하며, 인구 밀도가 km2당 1500명 이상이어야 된다.